# Isochaetides curvisetosus
Isochaetides curvisetosus är en ringmaskart som först beskrevs av Brinkhurst och Cook 1966.  Isochaetides curvisetosus ingår i släktet Isochaetides och familjen glattmaskar. Inga underarter finns listade i Catalogue of Life.